# Charles Andresen
Charles Andresen (* 23. Dezember 1902 in Templin; † 26. August 1973 in Berlin) war ein deutscher Politiker (SPD).
Charles Andresen war ein Sohn eines Buchdruckers und machte eine Lehre als Zimmermann. Er besuchte eine Baugewerkschule und wurde Architekt. Zunächst war er Bauführer, später arbeitete er bei einem Beamtenwohnungsverein. 1931 kaufte Andresen ein Papierwarengeschäft. Doch ab 1935 wurde er wieder Bauführer, nun in der Heimstätte in Königsberg (Preußen). Ab 1939 arbeitete er bei den Architekten Wach&Rosskotten, später als Oberbauleiter in Danzig und Thorn.
Nach dem Zweiten Weltkrieg wurde Andresen bei der ersten Berliner Wahl 1946 von der Bezirksverordnetenversammlung im Bezirk Schöneberg zum Bezirksrat für Bau- und Wohnungswesen gewählt. Ein Jahr später wechselte er als Geschäftsführer zur Gemeinnützigen Siedlungs- und Wohnungsbaugesellschaft Berlin (GSW). Da Franz Hirschfeld Vorsteher der Bezirksverordnetenversammlung von Schöneberg war, rückte Andresen im März 1949 in die Stadtverordnetenversammlung von Groß-Berlin nach. Ende 1950 schied er aus dem Parlament aus.